# Jonas val
Jonas val var ett radioprogram som sändes i Sveriges Radio P1 under 2007. Programledare var Jonas Leksell och bisittare var psykologerna Anna Karlstedt och Per Naroskin. Programmet handlade om relationsproblem i människors vardag, till exempel till partners, barn, släktingar eller arbetskamrater.
I varje program ställdes Jonas Leksell inför ett svårt relationsproblem, där han i slutet var tvungen att ta ställning hur han själv skulle ha gått vidare. Till sin hjälp hade han sina bisittare och diverse inbjudna gäster. Intervjuer och diskussioner i studio varvades med reportage där personer med erfarenhet av problemet ifråga fick berätta om sina erfarenheter.
Sista programmet sändes 9 juni 2007 och hade titeln "Säga adjö, slitsamt uppbrott eller starten på något nytt?". Intresserade lyssnare hänvisas istället till det nystartade programmet Tillsammans i P4. 